# Bibliothèque d'architecture et des beaux-arts Avery
La bibliothèque d'architecture et des beaux-arts Avery (Avery Architectural and Fine Arts Library) est une bibliothèque située à Avery Hall sur le campus de Morningside Heights de l'Université Columbia à New York. Il s'agit de la plus grande bibliothèque relative à l'architecture au monde. Au service de l'École supérieure d'architecture, de planification et de préservation (Graduate School of Architecture, Planning and Preservation) de Columbia et du département d'histoire de l'art et d'archéologie, la bibliothèque Avery collectionne des livres et des périodiques sur l'architecture, la préservation du patrimoine historique, l'histoire de l'art, la peinture, la sculpture, les arts graphiques, les arts décoratifs, l'urbanisme, l'immobilier, et l'archéologie. Elle conserve également des documents d'archives concernant principalement les architectes américains et l'architecture américaine du XIXe siècle et XXe siècle. La bibliothèque est organisée en trois collections : Avery, Beaux-Arts, et Avery-LC, dans lesquelles se répartissent les ouvrages selon leurs domaines.

## Histoire
La bibliothèque Avery doit son nom à l'architecte new-yorkais Henry Ogden Avery (en), un ami de l'architecte américain William Robert Ware, qui est le premier professeur d'architecture de l'université Columbia en 1881. Peu de temps après la mort d'Avery en 1890, ses parents — Samuel Putnam Avery et Mary Ogden Avery — participent à la création de cette bibliothèque en mémoire de leur fils. Ils offrent sa collection de près de 2 000 livres, principalement sur l'architecture, l'archéologie et les arts décoratifs, mais aussi plusieurs de ses dessins originaux ainsi qu'un montant de 30 000 $ afin de compléter la collection et de créer une dotation à l'institution. La bibliothèque détient aujourd'hui plus de 500 000 volumes et environ 1 900 titres de périodiques,.

## Collections
La collection de littérature sur l'architecture de la bibliothèque Avery est l'une des plus importantes au monde et comprend des ouvrages majeurs tels que le premier livre imprimé occidental sur l'architecture, le De re aedificatoria (1485), écrit par Leone Battista Alberti, mais aussi l'Hypnerotomachia Poliphili de Francesco Colonna (1499), ou encore des œuvres de Giovanni Battista Piranesi et des ouvrages classiques du mouvement moderniste rédigés par Frank Lloyd Wright ou Le Corbusier. Les œuvres les plus rares sont conservées dans le département des classiques (Avery Classics) de la bibliothèque. En 2012, Avery, en partenariat avec le Museum of Modern Art, a acquis l'intégralité des archives de Frank Lloyd Wright.

## Propriétés artistiques

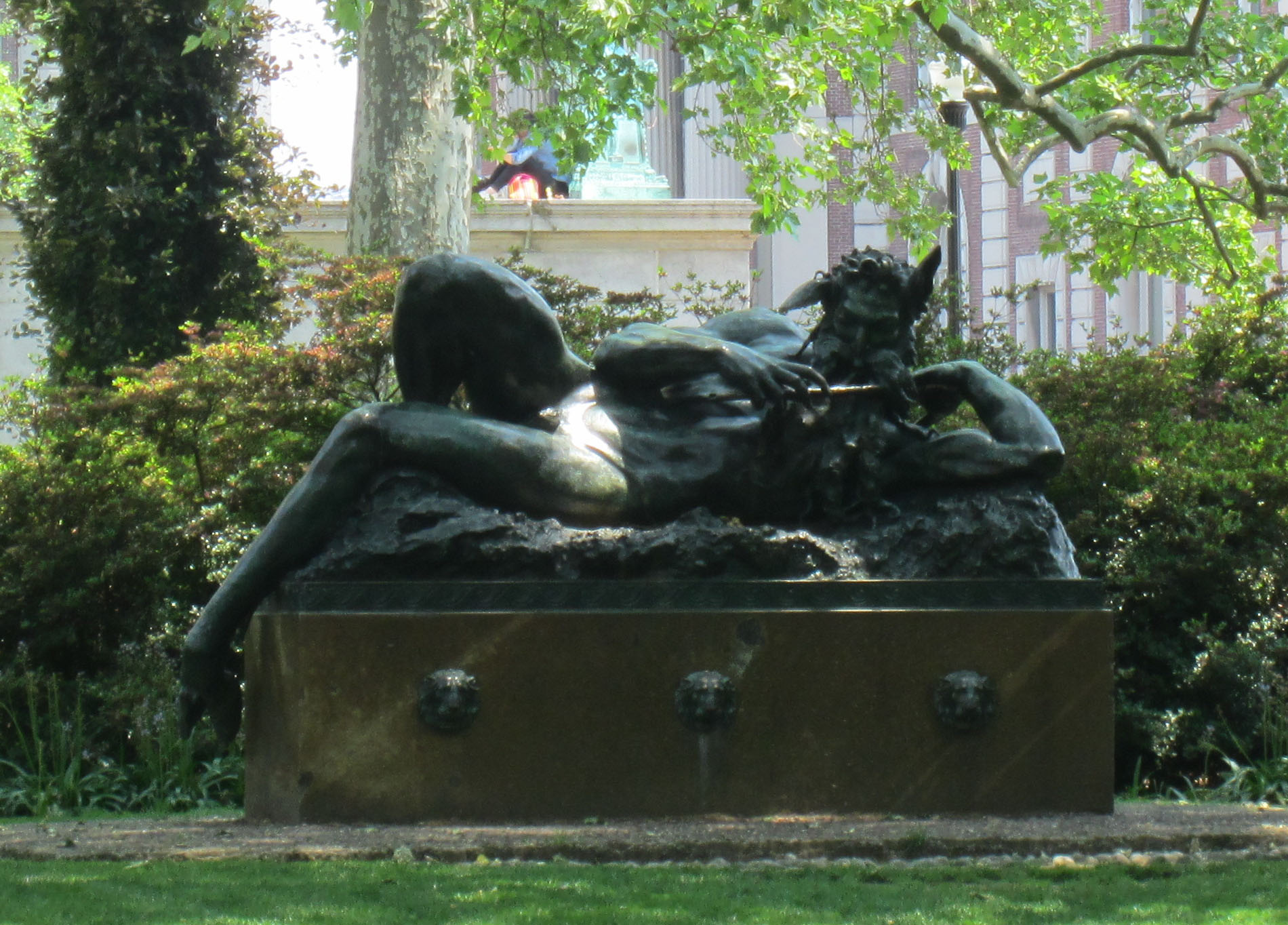
George Grey Barnard, The Great God Pan (bronze, 1898–1899), New York City.

Le département des propriétés artistiques (Art Properties) supervise la collection d'art et d'objets culturels appartenant à l'Université Columbia. Plus de 90 % de la collection provient de dons et de legs d'anciens élèves, de professeurs, d'administrateurs et d'étudiants. Comprenant plus de 13 000 œuvres d'art de toutes sortes, celles-ci sont exposées dans les bâtiments de chaque campus et conservées dans des réserves. La collection d'art rassemble des objets de toutes les cultures et de toutes les époques. Parmi les points forts de la collection : les sculptures réparties dans les espaces publics sur les campus, dont des œuvres d' Auguste Rodin, de Daniel Chester French, d' Henry Moore et de Clement Meadmore. Mais aussi près de 2 000 tableaux, dont des centaines de portraits d'administrateurs et de professeurs de l'université dont certains remontent au XVIIIe siècle. La collection compte également environ 1 000 œuvres de photographie d'art, allant des daguerréotypes aux œuvres contemporaines. Enfin, la collection Sackler comprend plus de 2 000 œuvres d'art asiatiques, dont des sculptures bouddhistes en pierre, bronze et bois polychrome en provenance d'Inde, de Chine, du Japon et du Proche-Orient ainsi que des centaines d'œuvres sur papier (dessins, aquarelles, estampes) et objets d'arts décoratifs (céramiques, tapisseries, meubles) du monde entier. Parmi les plus grandes collections d'œuvres d'artistes individuels figurent des photographies et des gravures d'Andy Warhol et la plus grande collection de peintures, dessins et aquarelles de Florine Stettheimer.

## Avery Classics
Avery Classics est le département des livres rares de la bibliothèque. Il contient environ 40 000 volumes imprimés publiés sur sept siècles, allant du De re aedificatoria de Leon Battista Alberti (1485) à la récente œuvre Your House (2006) d'Olafur Eliasson. La collection comprend d'importants fonds de manuscrits, de couvertures, de photographies, de périodiques, de suites graphiques, dont les œuvres Carceri (Prisons) et Vedute di Roma (Vues de Rome) de Giovanni Battista Piranesi, et des imprimés éphémères. Parmi les collections particulières notables du département, on compte la Trade Catalog Collection, l'une des plus grandes collections de catalogues de la construction américaine à travers le monde, ainsi que l'American View Book Collection, qui comprend des livres, des tracts et des brochures qui documentent les villes, les villages et les bâtiments d'un bout à l'autre des États-Unis. Bien qu'une réservation soit nécessaire pour consulter les collections, Avery Classics est ouvert au grand public pour la recherche.

## Dessins et archives
Le département des dessins et archives d'Avery compte parmi les archives sur l'architecture les plus larges et les plus importantes au monde.
Ses collections comprennent plus de deux millions de dessins d'architecture, de photographies, de manuscrits, de dossiers commerciaux, d'enregistrements audiovisuels et d'autres documents connexes. Celles-ci documentent principalement l'histoire architecturale de la ville de New York et de sa région environnante, ainsi que des exemples de réalisations architecturales internationales et américaines liés au travail des architectes new-yorkais et des anciens élèves de l'école d'architecture de Columbia.
Dans cette collection sont notamment représentés les architectes et concepteurs suivant :
- Max Abramovitz
- Oscar Bluemner
- Gordon Bunshaft
- Walker O. Cain
- Félix Candela
- Carrère and Hastings (en)
- Giorgio Cavaglieri
- Serge Chermayeff
- Ogden Codman, Jr.
- Harvey Wiley Corbett
- Le Corbusier
- Ralph Adams Cram
- Alexander Jackson Davis
- Delano & Aldrich
- Leopold Eidlitz
- Wilson Eyre
- Abe Feder
- Fellheimer & Wagner
- Ernest Flagg
- Hugh Ferriss
- Greene and Greene
- Walter Burley Griffin and Marion Mahony Griffin
- Bertram Grosvenor Goodhue
- Percival Goodman
- Ferdinand Gottlieb
- Hector Guimard
- Charles Coolidge Haight
- Wallace K. Harrison
- Henry Beaumont Herts
- Raymond Hood
- Norman Jaffe
- John M. Johansen
- Philip Johnson
- Ely Jacques Kahn
- Charles R. Lamb
- Thomas W. Lamb
- Morris Lapidus
- Lee Lawrie
- Detlef Lienau
- Harold Van Buren Magonigle
- McKim, Mead, and White
- John J. McNamara
- Ludwig Mies van der Rohe
- Mayers Murray & Phillip
- Hermann Muthesius
- Paul Nelson
- Richard Neutra
- Carl Pfeiffer
- Charles Adams Platt
- John Russell Pope
- James Renwick Jr
- James Gamble Rogers
- Emery Roth/Emery Roth & Sons
- John Calvin Stevens
- Gustav Stickley
- Russell Sturgis
- Louis Sullivan
- Edgar Tafel
- Martin E. Thompson
- Bernard Tschumi
- Richard Upjohn
- Isaac Ware
- Warren & Wetmore
- Stanford White
- Frederick Clarke Withers
- Shadrach Woods
- Frank Lloyd Wright
- York and Sawyer

Le département des archives détient également les archives de l'Empire State Building, de la Guastavino Fireproof Construction Company, de la New York Architectural Terra-Cotta Company et du Cimetière de Woodlawn. On y trouve en outre des documents de l'artiste et écrivain Kenyon Cox, du journaliste Douglas Haskell, qui était rédacteur en chef de la revue américaine Architectural Forum et des dessins de l'artiste muraliste et vitrailliste John LaFarge. Le département possède également d'importantes archives de photographies d'architecture, notamment des œuvres de CD Arnold, George Cserna, Samuel H. Gottscho et Joseph W. Molitor. Enfin, le département accueille le Speculum Romanae Magnificentiae d'Antoine Lafréry.

## Index Avery
La bibliothèque Avery abrite également l'Index Avery des périodiques architecturaux (Avery Index to Architectural Periodicals). L'historien de l'architecture américain Talbot Hamlin  commence l'Index à Avery en 1934, ce catalogue liste et rassemble les articles d'environ 300 périodiques actuels et plus de 1 000 rétrospectifssur l'architecture ainsi que sur des thèmes connexes, en mettant l'accent sur la conception et l'histoire de l'architecture ainsi que sur l'archéologie, l'architecture du paysage, la décoration d'intérieur, les arts décoratifs, l'histoire des jardins, la préservation des monuments historique, l'urbanisme, le design, le développement immobilier ou encore les études environnementales. L'Index comprend également un grand nombre de notices nécrologiques d'architectes. Jusqu'au 1erjuillet 2009, le Getty Information Institute et plus tard le Getty Research Institute coproduisent l'Index. À cette date, le GRI atransfèrela base de données à Université Columbia, qui continue encore aujourd'hui à la maintenir.